# Bornan
Bornan (kamfan) je jedinjenje koje je blisko srodno sa norbornanima.

## Biosinteza
Bornan se formira tokom biosinteze kamfora iz geranil pirofosfata, putem ciklizacije linaloil pirofosfata do bornil pirofosfata.